# Last Week Tonight with John Oliver
Last Week Tonight with John Oliver is een Amerikaans satirisch nieuwsprogramma van het netwerk HBO. Het tv-programma wordt gepresenteerd door de genaturaliseerde Amerikaanse komiek John Oliver, die het programma ook ontwikkelde. De eerste aflevering werd op 27 april 2014 uitgezonden.

## Voorgeschiedenis en productie
In de zomer van 2013 werd John Oliver, die als correspondent meewerkte aan het satirisch nieuwsprogramma The Daily Show, tijdelijk gepromoveerd tot presentator. De Brit verving gedurende twee maanden presentator Jon Stewart, die omwille van de opnames van zijn regiedebuut Rosewater afwezig was. De tijdelijke overname van Oliver was een groot succes. In de Amerikaanse pers werd de Brit zelfs omgedoopt tot "de erfgenaam van Jon Stewart".
In december 2013 nam een geëmotioneerde Oliver afscheid van The Daily Show. Een maand eerder was al bekend geraakt dat Oliver de overstap zou maken naar HBO, dat hem de kans gaf om zijn eigen, wekelijks satirisch nieuwsprogramma te ontwikkelen. In februari 2014 werd de titel en premièredatum van het programma onthuld.
De afleveringen van Last Week Tonight worden opgenomen in de CBS Broadcast Center in New York.

## Concept
De afleveringen van het satirisch nieuwsprogramma duren circa 30 minuten en worden in de Verenigde Staten wekelijks op zondagavond uitgezonden. In elke aflevering laat John Oliver enkele belangrijke nieuwsfeiten van de afgelopen week aan bod komen door ze zowel op komische als kritische wijze toe te lichten. Ook de manier waarop de traditionele nieuwsprogramma's bepaalde onderwerpen in beeld brengen, toelichten of over het hoofd zien, wordt regelmatig bespot. 
Omdat het programma aan het einde van de week wordt uitgezonden, zijn bepaalde onderwerpen in de voorgaande dagen al zo vaak behandeld door de overige (komische) nieuwsprogramma's dat de makers van Last Week Tonight ervoor kiezen om zich te focussen op meer internationale onderwerpen en/of onderwerpen die minder actueel lijken. Zo vestigde Oliver in juli 2014, in de week waarin de Amerikaanse nieuwsprogramma's overheerst werden door berichten over het conflict Israël-Palestina en de MH17-vliegramp, de aandacht op het Amerikaans justitieapparaat.
Omdat de afleveringen van Last Week Tonight worden uitgezonden door betaalzender HBO worden ze niet onderbroken door reclameblokken. Om te voorkomen dat een aflevering daardoor te langdradig zou lijken, werd besloten om enkele terugkerende rubrieken in te voeren. Zo stelt het programma zich in de rubriek "How is this still a thing?" de vraag waarom bepaalde personen of zaken nog steeds populair zijn. Onder meer zomertijd, Ayn Rand, Columbus Day en de badpakkenspecial van Sports Illustrated kwamen in deze rubriek aan bod. Daarnaast bevat het programma ook interviews. In de show zijn onder andere Stephen Hawking, Jane Goodall, Edward Snowden en Monica Lewinsky geïnterviewd door Oliver.

### YouTube
De belangrijkste nieuwsonderwerpen van elke aflevering verschijnen ook op het YouTube-kanaal van Last Week Tonight (9,8 miljoen abonnees; 4,2 miljard weergaven). Dit is een lijst van de populairste segmenten volgens het YouTube-kanaal.
| #  | Onderwerp                                              | Datum             | Seizoen  | Weergaven (in miljoenen) | IMDB-rating |
| -- | ------------------------------------------------------ | ----------------- | -------- | ------------------------ | ----------- |
| 1  | Televangelists                                         | 16 augustus 2015  | S2, Ep25 | 42                       | 9,3         |
| 2  | Donald Trump                                           | 28 februari 2016  | S3, Ep3  | 41                       | 9,3         |
| 3  | Trump vs. Truth                                        | 12 februari 2017  | S4, Ep1  | 39                       | 9,0         |
| 4  | Government Surveillance (interview met Edward Snowden) | 5 april 2015      | S2, Ep8  | 38                       | 9,5         |
| 5  | Multilevel Marketing                                   | 19 juni 2016      | S3, Ep29 | 36                       | 8,4         |
| 6  | Confederacy                                            | 8 oktober 2017    | S4, Ep26 | 31                       | 8,4         |
| 7  | Vaccines                                               | 25 juni 2017      | S4, Ep17 | 27                       | 8,3         |
| 8  | Ivanka Trump en Jared Kushner                          | 23 april 2017     | S4, Ep10 | 25                       | 8,5         |
| 9  | SLAPP Suits                                            | 10 november 2019  | S6, Ep29 | 24                       | 9,5         |
| 10 | Miss America Pageant                                   | 21 september 2014 | S1, Ep18 | 24                       | 8,3         |

Deze lijst werd voor het laatst aangepast op 30 april 2025.